# 堀創
堀 創（ほり つくる、1989年11月2日 - ）は、スポーツクライマー。宮城県出身。宮城県工業高等学校卒業。仙台市在住。

## 経歴
- 2000年　父親の影響を受け、小学5年の時にクライミングを始める
- 2007年　世界ユース選手権リード種目3位
- 2008年　アジア選手権ボルダリング部門優勝

## 競技会の戦績
- 2010年　ボルダリング・ワールドカップ オーストリア（ウィーン）大会で5位　ボルダリング・ワールドカップ アメリカ（ベイル）大会で2位　ボルダリング・ワールドカップ ロシア（モスクワ）大会で2位　ボルダリング・ワールドカップ 英国（シェフィールド）大会で6位　ボルダリング・ワールドカップ ドイツ（ミュンヘン）大会で5位　クライミング・ワールドカップ・ボルダリング部門年間ランキング3位　アジア選手権ボルダー 中国（長治）大会で2位
- 2011年　ボルダリング・ワールドカップ カナダ（キャンモア）大会で優勝[1]